# Свинаренко, Пётр Григорьевич
Пётр Григорьевич Свинаренко (укр. Петро Григорович Свинаренко; 1911—27 мая 1942, Купянск, Харьковская область, УССР, СССР) — государственный, политический и партийный деятель СССР. С 1931 года член ВКП(б). Председатель Исполнительного комитета Велико-Бурлукского районного Совета (Харьковская область). Председатель Исполнительного комитета Харьковского областного совета. 12 декабря 1937 года был избран депутатом Верховного Совета СССР 1 созыва.

## Биография
Пётр Свинаренко родился в 1911 году.
С 1931 года член ВКП(б).
С 1935 года по 1937 год секретарь Велико-Бурлукского районного комитета ЛКСМ Украины (Харьковская область).
С 1937 года по 1938 год председатель Исполнительного комитета Велико-Бурлукского районного Совета (Харьковская область).
12 декабря 1937 года был избран депутатом Верховного Совета СССР 1 созыва.
С 1938 года по январь 1940 года заместитель председателя Исполнительного комитета Харьковского областного совета.
С 8 января 1938 года по 27 мая 1942 года председатель Исполнительного комитета Харьковского областного совета.
С 17 мая 1940 года по 27 мая 1942 года кандидат в члены ЦК КП(б) Украины.
27 мая 1942 года Пётр Свинаренко погиб в Купянске Харьковской области во время налёта вражеской авиации.

## Память
В честь Петра Свинаренко в Харькове названа улица (укр. Вулиця Свинаренка Петра), так как он был главой Харьковского областного совета.